# Leafpad
Leafpad est un éditeur de texte graphique gratuit et open-source pour Linux, BSD, et Maemo qui est similaire au bloc-notes pour Microsoft Windows. Il a été créé pour être un éditeur de texte léger avec des dépendances minimales, simple à utiliser et facile à compiler. Leafpad a une petite taille d'installation et des fonctionnalités minimales par rapport aux autres éditeurs de texte graphiques, mais inclut les options de jeu de codes, annulation et restauration, et la possibilité de choisir les polices.
Leafpad est l'éditeur de texte par défaut pour LXDE, un léger environnement de bureau et sur les distributions Linux qui utilisent LXDE telles que Bodhi Linux et Raspberry Pi OS.